# 闵乃本
闵乃本（1935年8月9日—2018年9月16日），男，江苏如皋人，中国物理学家，材料学家，南京大学教授。

## 生平
1935年生于江苏如皋。1947年就读于南通敬儒中学（现南通市第二中学），受到中央大学物理系毕业生柳久山教师的科学启蒙。初中毕业后，就读于国立上海高级机械职业学校（今上海理工大学）。
1955年，考入南京大学物理系，1959年毕业。
1959年起，历任南京大学物理系助教、讲师、副教授、教授。1986年至1987年，赴日本东北大学任访问教授，获荣誉博士称号。
1990年至1991年，赴美国阿拉巴马大学任访问教授。
1993年，出任南京大学材料科学与工程系系主任。1995年加入九三学社。
2018年9月16日17时36分，因病医治无效，在南京去世。 

## 社会兼职
曾任南京大学固体微结构物理实验室主任、材料科学研究所所长，国家人工晶体研究与发展中心主任，中国晶体学会理事长，中国教育部材料科学与工程指导委员会主任委员、教育部科技委员会副主任，中国科学院数理学部副主任，九三学社第九届中央委员会委员、九三学社第十、十一届中央委员会副主席、顾问，九三学社第三届江苏省委员会副主任委员，九三学社第四届江苏省委员会主任委员，第九届全国政协常委，第七届江苏省政协常委，第八届江苏省政协副主席。

## 学术贡献
闵乃本研究的领域包括晶体生长、非线性光学材料、光学超晶格等，是国家攀登计划和国家973计划“光电功能材料”项目首席科学家。

## 著作
- 《晶体生长的物理基础》 1982

## 奖项和荣誉

### 奖项
- 1982年，《关于晶体缺陷的研究》获得国家自然科学奖二等奖
- 1983年，在热致表面粗糙化方面的成果获得美国犹他大学及习弹公司颁发的 “大力神” 奖
- 1994年，获得国家教委科技进步奖二等奖
- 1995年，关于远离平衡态的结晶和图样形成（pattern formation）的一系列研究成果获国家教委的科技进步二等奖
- 1997年，获得国家级教学成果一等奖
- 1998年，获得何梁何利基金科技进步奖
- 1999年，获得第三世界科学院物理学奖
- 2000年，《关于发现了铁电畴的自发极化决定于生长层中的溶质浓度梯度》获得美国科学信息研究所（ISI）经典论文奖

- 2006年，《介电体超晶格材料的设计、制备、性能和应用 》（闵乃本、朱永元、祝世宁、陆亚林、陆延青）获得国家自然科学奖一等奖

### 荣誉
- 中国科学院学部委员（院士），1991年
- 第三世界科学院院士，2001年
- 199953号小行星命名为闵乃本星，2013年[4]

## 家庭
其兄闵乃大为德籍计算机学家。